# Nachal Chajil
Nachal Chajil (hebrejsky: נחל חיל) je vádí v Judských horách ve městě Jeruzalém v Izraeli.
Začíná v nadmořské výšce přes 700 metrů v severní části Jeruzaléma, poblíž čtvrtí Ezrat Tora, Kirjat Sanz a Machanajim. Vádí směřuje k severozápadu prudce se zahlubujícím údolím s převážně zastavěnými svahy. Z jihu míjí průmyslovou zónu Har Chocvim, podchází dálniční komunikaci Sderot Menachem Begin a ústí zleva do potoka Sorek, východně od vrchu Micpe Neftoach.